# Guldara (distrikt)
Guldara är ett distrikt i Afghanistan. Det ligger i provinsen Kabul, i den nordöstra delen av landet, 29 kilometer nordväst om huvudstaden Kabul. Administrativ huvudort är Guldara.
Distriktet beräknades år 2022 ha cirka 27 000 invånare.